# Puya berteroniana
Puya berteroniana és una espècie de planta de la família de les bromeliàcies, originària dels cordons muntanyosos de Xile. Pot estar entre els 500 i els 2000 msnm, essent comú trobar-la en vessants d'exposició nord als cordons muntanyosos de la Serralada litoral de Xile i la Serralada dels Andes. Tolera la sequera i creix bé a ple Sol.
És una planta perenne que pot arriba mesurar 2 m d'alçada. Forma rosetes de fulles gris verdoses amb marges espinosos. Presenta una inflorescència en espiga que pot arribar als 2 metres d'alçada, amb flors verd blavoses.
Presenta un fenomen d'autocombustió encara no ben descrit, el qual també es presenta a Puya chilensis, Puya venusta i Puya coerulea. Aquest fenomen afecta individus grans. Zöllner va informar haver vist combustió espontània en un individu del Cerro la Campana, la tarda d'un dia calorós.